# Lomatia leucophasia
Lomatia leucophasia är en tvåvingeart som beskrevs av Hesse 1956. Lomatia leucophasia ingår i släktet Lomatia och familjen svävflugor. Inga underarter finns listade i Catalogue of Life.